# Pedro Cauchon
Pedro Cauchon (em francês: Pierre Cauchon; Reims, 1371 — Ruão, Dezembro de 1442) foi um bispo francês, defensor dos interesses ingleses no final da  Guerra dos Cem Anos. Passou à posteridade como organizador do julgamento de Joana d'Arc, a quem condenou à morte na fogueira em Ruão em 30 de maio de 1431. A Igreja Católica anulou o seu veredicto em 1456 sendo que atualmente Joana d'Arc é considerada santa. Pedro Cauchon foi excomungado postumamente pelo Papa Calixto III.

## O julgamento de Joana d'Arc
O objetivo do julgamento de Joana d'Arc era desacreditá-la e, por implicação, desacreditar o rei que ela havia coroado. Cauchon organizou eventos cuidadosamente com vários eclesiásticos, muitos dos quais vieram da pró-inglesa Universidade de Paris. O julgamento foi aberto em 21 de fevereiro de 1431. Preocupado com a regularidade do processo, o bispo Cauchon encaminhou uma acusação a Paris para obter a opinião dos clérigos universitários, que concordaram com as acusações. Nesse ínterim, o julgamento continuou. Joana não estava disposta a testemunhar sobre vários assuntos. O tribunal considerou torturá-la. O tribunal procedeu à admoestação oficial no campo da abadia de Saint-Ouen. Enquanto Cauchon lia sua sentença de condenação, ela concordou em abjurar. Pouco depois, ela se retratou e foi queimada na fogueira em 30 de maio de 1431.

## Depois
Cauchon não podia esperar voltar para Beauvais, que havia caído sob o controle francês. Ele estava interessado em uma vaga no palácio do arcebispo em Rouen. Enfrentando oposição sincera, ele desistiu desse projeto. Em dezembro, Cauchon acompanhou o cardeal de Winchester para coroar o jovem rei Henrique VI em Paris. Por fim, obteve a nomeação de bispo de Lisieux (29 de janeiro de 1432 - 15 de dezembro de 1442).
Quando o condestável Arthur de Richemont voltou a ser favorecido por Carlos VII da França em 1436, Cauchon foi como embaixador no Conselho da Basiléia. Ele atuou pelo lado inglês malsucedido nas negociações de paz que terminaram na reconciliação entre franceses e borgonheses.
Cauchon dividiu seus últimos anos entre sua nova diocese e uma residência em Rouen. Sua última ação foi financiar a construção de uma abóbada na catedral Saint-Pierre de Lisieux. Cauchon morreu abruptamente de insuficiência cardíaca aos 71 anos em 15 de dezembro de 1442 em Rouen. Ele foi enterrado na Catedral de Lisieux sob o cofre que ele havia patrocinado. Não há nenhuma marcação que indique a localização exata de seu cemitério, mas seu esqueleto foi redescoberto durante uma reforma do pavimento da abóbada em 1931. Quando as obras de reforma foram concluídas, nenhuma marcação foi adicionada.
De acordo com George Bernard Shaw em sua peça Saint Joan de 1923, o corpo de Cauchon foi posteriormente desenterrado e jogado no esgoto; na verdade, foi Jean d'Estivet, um dos promotores do julgamento, que foi encontrado morto em um esgoto.